# Лен Бейл
Лен Бейл (англ. Lan Bale; нар. 7 вересня 1969) — колишній південноафриканський тенісист.
Найвищу одиночну позицію світового рейтингу — 177 місце досяг 8 листопада 1993, парну — 27 місце — 9 травня 1995 року.
Здобув 4 парні титули.
Найвищим досягненням на турнірах Великого шолома були чвертьфінали в парному та змішаному парному розрядах.

## Фінали турнірів ATP за кар'єру

### Парний розряд: 8 (4–4)
| Результат | П/L | Дата     | Турнір               | Покриття   | Партнер              | Суперник                         | Рахунок       |
| Перемога  | 1–0 | Кві 1993 | Дурбан, ПАР          | Тверде     | Байрон Блек          | Йохан де Бір Маркос Ондруска     | 7–6, 6–2      |
| Перемога  | 2–0 | Тра 1994 | Корал-Спрінгс, США   | Ґрунт      | Бретт Стівен         | Кен Флек Стефан Сіміан           | 6–3, 7–5      |
| Поразка   | 2–1 | Жов 1994 | Базель, Швейцарія    | Тверде (i) | Джон-Лаффньє де Ягер | Патрік Макінрой Джаред Палмер    | 3–6, 6–7      |
| Перемога  | 3–1 | Жов 1994 | Тель-Авів, Ізраїль   | Тверде     | Джон-Лаффньє де Ягер | Ян Апелль Йонас Бйоркман         | 6–7, 6–2, 7–6 |
| Перемога  | 4–1 | Тра 1996 | Мюнхен, Німеччина    | Ґрунт      | Стефен Нотебом       | Олів'є Делетр Дієго Наргісо      | 4–6, 7–6, 6–4 |
| Поразка   | 4–2 | Лип 1998 | Swedish Open, Швеція | Ґрунт      | Піт Норвал           | Магнус Густафссон Магнус Ларссон | 4–6, 2–6      |
| Поразка   | 4–3 | Жов 1999 | Палермо, Італія      | Ґрунт      | Альберто Мартін      | Маріано Худ Себастьян Прієто     | 3–6, 1–6      |
| Поразка   | 4–4 | Бер 2000 | Сантьяго, Чилі       | Ґрунт      | Піт Норвал           | Густаво Куертен Антоніо Пріето   | 2–6, 4–6      |